# Juan Guillermo Zavala Varas
Juan Guillermo Zavala Varas; (Copiapó, 1850 - Santiago, 1924). Abogado y político liberal chileno. Hijo de Juan Zavala Aguirre y de Isidora Varas. Contrajo matrimonio con Fortunata Aguirre Marcoleta (1877).
Realizó sus estudios en Copiapó y en la Escuela de Leyes de la Universidad de Chile, donde juró como abogado (10 de mayo de 1880). Se dedicó a la jurisprudencia hasta 1888 cuando entra en política.
Miembro del Partido Liberal Democrático, seguidor de José Manuel Balmaceda, fue elegido Diputado por Copiapó, Chañaral y Freirina (1888-1891 y 1891-1894). Durante ambos períodos formó parte de la comisión permanente de Educación y Beneficencia. 
Contrajo matrimonio en La Serena 1877 con Fortunata Aguirre Marcoleta [n. La Serena 1852; hija de Silvestre Aguirre Aliaga y Marcelina Marcoleta]. Hijos registrados: Santiago Zavala Aguirre y Juan Guillermo Zavala Aguirre. 